# Acorn System 1

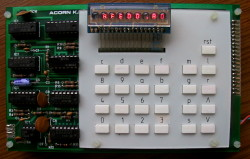
Tarjeta superior del Acorn System 1, con el keypad y el display de LEDs.

El Acorn System 1, llamado inicialmente el Acorn Microcomputer (Micro-Computer), fue uno de los primeros ordenadores de 8 bits enfocado al mercado de los aficionados, con una CPU MOS 6502 a 1 MHz y fabricado en 1979 por la compañía británica Acorn Computers y diseñado por el entonces estudiante de la Universidad de Cambridge, Sophie Wilson.

## Datos Técnicos
- CPU MOS 6502 a 1 MHz
- ROM 512 bytes
- RAM 1,12 Kb ampliables a 63,5 Kb en placa base
- Teclado Teclado hexadecimal de 25 teclas, alojado en la primera placa. Además de las 16 teclas estándar, tiene: 
  - m (modify) Muestra y modifica la memoria
  - l (load) Lee un bloque de bytes de la cinta
  - g (go) Ejecuta un programa comenzando en una dirección
  - r (return) Resume tras un breakpoint
  - p (point) Inserta o remueve un breakpoint
  - ^ (up) Incrementa la dirección de memoria
  - s (store) Escribe un bloque de bytes a cinta
  - v (down) Decrementa la dirección de memoria
  - rst (reset) Reinicia el ordenador, arranca el monitor y pone el display a 8 puntos
- Pantalla Display de 9 dígitos tipo calculadora de LEDs de 7 segmentos, situado sobre el teclado, controlado por un National Semiconductor INS8154N
- Soporte PROM, casete
- Entrada/Salida
  - Bus
  - Interfaz adicional de casete
- Placa madre dos tarjetas de circuito impreso Eurocard (160 x 100 mm) 
  - Placa superior: comprende la parte de entrada/salida del ordenador: display LED de siete segmentos, un keypad de 25 teclas hexadecimales y de función y una interfaz de casete (el circuito la izquierda del keypad).
  - Placa inferior: donde se sitúan los elementos principales del ordenador. De izquierda a derecha y arriba abajo: 
    - National Semiconductor INS8154N RAM/IO chip (128 bytes RAM más receptores y drivers para el display y teclado)
    - MOS Technologies MPS6502 Microprocesador [0279]
    - Dos chips 2114 SRAM (RAM estática, 1024x4-bit cada, 1 KiloByte total)
    - Dos chips 74S571 de PROM (512x4-bit cada, 512 Bytes total)
    - Sockets para chips PROM y RAM/IO adicionales
    - BUS EuroConnector

## Anécdotas
Como muchos otros ordenadores posteriores (sobre todo Macs ) tiene un papel estelar en la serie de Ciencia ficción de la BBC Blake's 7 como Slave, el ordenador central de la nave de cargamento interestelar Scorpio. Esto viene al pelo para la guerra de propaganda entre Sinclair diciendo que su Sinclair ZX81 es capaz de controlar una central nuclear y Acorn contestado que su System 1 es capaz de gobernar un carguero espacial del Siglo XXII

## Fuente
Este artículo se basa principalmente en la página de El Museo de los 8 Bits, bajo licencia Creative Commons